# Jean-Jacques Annaud
Jean-Jacques Annaud (Juvisy-sur-Orge, 1º ottobre 1943) è un regista, sceneggiatore e produttore cinematografico francese.
Tutta la sua carriera rappresenta il tentativo di realizzare grande cinema spettacolare di intrattenimento all'europea, alternativo al cinema industriale hollywoodiano. Nei suoi film ha spaziato nei più diversi luoghi e nelle più diverse epoche, dall'Africa coloniale durante la prima guerra mondiale (Bianco e nero a colori) alla preistoria (La guerra del fuoco), dall'Italia medievale (Il nome della rosa) al Canada del XIX secolo (L'orso), dall'Indocina dei primi decenni del XX secolo (L'amante e Due fratelli) al Tibet durante la seconda guerra mondiale (Sette anni in Tibet), dalla battaglia di Stalingrado (Il nemico alle porte) alla Grecia pre-omerica (Sa Majesté Minor). Dal 2007 è membro dell'Académie des beaux-arts.

## Biografia

### Origini e formazione
Animato da una vocazione per il cinema particolarmente precoce, dopo aver compiuto studi letterari frequenta l'École technique de photographie et de cinéma di Parigi, oggi denominata École Louis-Lumière, e l'Institut des hautes études cinématographiques (IDHEC), oggi La Fémis. Negli anni della sua formazione cinematografica, apprezza in modo particolare il cinema sovietico di Pudovkin e Ėjzenštejn, il cinema giapponese di Kurosawa e Mizoguchi, il cinema italiano e il realismo poetico francese di Renoir, mentre non è affascinato né dal cinema classico americano né dalla Nouvelle Vague francese, che trova troppo schematica e già vecchia pur essendo al suo apice.

### Le opere pubblicitarie
Nel corso degli anni sessanta e settanta intraprende una brillante carriera nel campo della pubblicità, girando centinaia di spot nei quali può sperimentare liberamente le migliori tecniche e i più avanzati effetti speciali. A posteriori, Annaud guarda però con particolare durezza a questo periodo di successo, definendosi nient'altro che una prostituta, al servizio della società del consumismo. Esordisce nella regia cinematografica nel 1976 con Bianco e nero a colori, un pamphlet anticolonialista e antirazzista, che vince l'Oscar al miglior film straniero nel 1977, in rappresentanza della Costa d'Avorio, battendo tra gli altri il candidato francese, Cugino, cugina.

### I grandi successi degli anni 1980
Dopo un'opera seconda meno impegnativa, la commedia satirica d'ambiente calcistico Il sostituto (1978), scritta da Francis Veber e interpretata da Patrick Dewaere, Annaud si cimenta con un grande progetto che gli richiede quasi quattro anni di lavoro, il film d'avventura d'ambientazione preistorica La guerra del fuoco (1981), ispirato all'omonimo romanzo di J. H. Rosny aîné, con il quale ottiene il suo primo grande successo di pubblico e critica: con quasi cinque milioni di spettatori è il quinto maggior incasso stagionale in Francia; ottiene sei candidature ai maggiori riconoscimenti cinematografici francesi, i Premi César, vincendo i due premi più importanti (miglior film e miglior regista), vincendo inoltre l'Oscar al miglior trucco e venendo nominato ai Golden Globes come miglior film straniero (battuto dal kolossal storico britannico Gandhi, poi vincitore di ben otto Premi Oscar).
Forte di questa affermazione, Annaud affronta una sfida ancor più ambiziosa: adattare per il grande schermo uno dei maggiori best seller internazionali degli anni ottanta, il romanzo d'ambientazione medievale Il nome della rosa di Umberto Eco. Il film, una co-produzione franco-italo-tedesca da 19 milioni di dollari di budget, uscito nelle sale nel 1986, incassa globalmente oltre settanta milioni di dollari, vince il Premio César per il miglior film straniero, quattro David di Donatello e tre Nastri d'argento.
Il decennio culmina con un nuovo grande successo popolare nella già fortunata carriera di Annaud: L'orso (1988), un film con protagonista un animale, l'orso appunto, e quasi senza dialoghi, a conferma dell'originale percorso di ricerca dell'autore. Il film supera i nove milioni di spettatori in Francia e gli vale il suo secondo Premio César come miglior regista.

### I lungometraggi degli anni 1990 e 2020
Nel corso degli anni novanta, Annaud dirige solo due lungometraggi, entrambi ancora di origine letteraria, L'amante (1992), da Marguerite Duras, e Sette anni in Tibet (1997), da Heinrich Harrer, e un mediometraggio Guillaumet, les ailes du courage (1995), con cui sperimenta la tecnologia IMAX 3D. Dal 1993 si stabilisce a Los Angeles. Il nuovo decennio si apre nel 2001 con il kolossal bellico Il nemico alle porte, a cui segue nel 2004 l'avventuroso e favolistico Due fratelli. Ha diretto lo spot di Dior J'adore, con Charlize Theron come protagonista. In seguito è la volta di Sa Majesté Minor (2007), Il principe del deserto (2011) L'ultimo lupo (2015) e Notre-Dame in fiamme (2022).

## Filmografia

### Regista
- Bianco e nero a colori (Noir et blancs en couleur) (1976)
- Il sostituto (Coup de tête) (1978)
- La guerra del fuoco (La guerre du feu) (1981)
- Il nome della rosa (The Name of the Rose) (1986)
- L'orso (L'Ours) (1988)
- L'amante (L'amant) (1992)
- Guillaumet, les ailes du courage (1995) - mediometraggio
- Sette anni in Tibet (Seven Years In Tibet) (1997)
- Il nemico alle porte (Enemy at the Gates) (2001)
- Due fratelli (Two Brothers) (2004)
- Sa Majesté Minor (2007)
- Il principe del deserto (Black Gold) (2011)
- L'ultimo lupo (Wolf Totem) (2015)
- Notre-Dame in fiamme (Notre-Dame brûle) (2022)

### Televisione
- La verità sul caso Harry Quebert (The Truth About the Harry Quebert Affair) (2018)

### Altro
- Sono timido... ma lei mi cura (Je suis timide... mais je me soigne), regia di Pierre Richard (1978) – sceneggiatura
- Lucky, re del deserto (Running Free), regia di Sergej Bodrov (1999) – soggetto e produzione

## Riconoscimenti
Oscar per Bianco e nero a colori miglior film straniero
- Premio César
  - 1982 – Miglior film per La guerra del fuoco (La guerre du feu)
  - 1982 – Miglior regista per La guerra del fuoco (La guerre du feu)
  - 1987 – Miglior film straniero per Il nome della rosa
  - 1989 – Miglior regista per L'orso (L'ours)
- David di Donatello
  - 1987 – Premio René Clair
- Premio Flaiano
  - 2001 – Alla carriera
- Giffoni Film Festival
  - 1990 – François Truffaut Award
- Festival cinematografico internazionale di Mosca
  - 2015 – Premio alla carriera